# Ostratice
Ostratice jsou obec na Slovensku v okrese Partizánske v Trenčínském kraji, ležící ve střední části pohoří Nitranská pahorkatina. Žije zde 776 obyvatel.
První písemná zmínka o obci je z roku 1193. V obci je římskokatolický kostel svatých Petra a Pavla z roku 1839 a dva kaštely s parkem - jeden renesanční z 16. století a druhý barokní z 18. století. Oba byly přestavěny v empírovém slohu.

## Osobnosti
- Anton Mária Vácval, SDB, římskokatolický kněz, salesián.